# 큐 (가수)
큐(본명: 지창민, 영어: Q, 1998년 11월 5일 ~ )는 대한민국의 가수이다. 대한민국의 보이 그룹 더보이즈에서 이주연과 메인댄서, 서브보컬을 맡고있다.

## 음반
- THE BOYZ 4th MINI ALBUM [DREAMLIKE] (2019)
- THE BOYZ 6TH MINI ALBUM [THRILL-ING] (2021)
- THE BOYZ 2nd Single Album [Bloom Bloom] (2019)
- Sweet (2022)

## 방송
| 연도 | 방송사 | 프로그램       | 방송 기간 | 비고        |
| ---- | ------ | -------------- | --------- | ----------- |
| 2022 | MBC    | 《심야괴담회》 | 8월 25일  | 60회 게스트 |

## 친구
- 문빈